# Haplochromis plutonius
Haplochromis plutonius är en fiskart som beskrevs av Greenwood och Barel, 1978. Haplochromis plutonius ingår i släktet Haplochromis och familjen Cichlidae. IUCN kategoriserar arten globalt som akut hotad. Inga underarter finns listade i Catalogue of Life.